# The Adventures of Dollie
The Adventures of Dollie er en amerikansk stum dramafilm fra 1908 instrueret af D.W. Griffith. Det er D.W. Griffiths debut som instruktør. En udgave af filmen opbevares i filmarkivet ved  Library of Congress. Filmen handler om en ung pige, der efter at være blevet kidnappet af en bissekræmmer, ender i en tønde, der flyder i en flod mod et vandfald ...

## Medvirkende
- Gladys Egan som Dollie
- Arthur V. Johnson som Dollies far
- Linda Arvidson som Dollies mor
- Charles Inslee som sigøjner
- Madeline West som sigøjnerens hustru

## Produktion
Filmstudiet  The Biograph Company havde behov for en ny filminstruktør, da filmstudiet  planlagde at gå fra produktion af en film om ugen til to film om ugen. Selskabet bad derfor Griffith, der allerede arbejde som manuskriptforfatter om at instruere denne film. Linda Arvidson, der spillede med i filmen var gift med Griffith, men de holdt ægteskabet skjult for studiet.